# فريديريكو مارتوريل
فريديريكو مارتوريل (26 مارس 1981 بروساريو في الأرجنتين - ) هو لاعب كرة قدم أرجنتيني في مركز الدفاع. لعب مع أبولون ليماسول وأتليتيكو توكومان وانيستتوتو وديبورتيفو تاشيرا وليفادياكوس ونادي أونيفرسيداد دي تشيلي ونادي أوهيجينس ونادي إيرميس أراديبو ونيولز أولد بويز وأتليتكو بلاتينسي ‏ وThrasyvoulos F.C. ‏ وسان لويس دي كويلوتا وClub y Biblioteca Ramón Santamarina ‏ وكورونل بولوجنسي ونادي كوبريسال وسوسيداد كولتيورال ‏.